# Inès Boubakri
Inès Boubakri (în arabă إيناس بوبكري; n. 28 decembrie 1988, Tunis, Tunisia) este o scrimeră tunisiană specializată pe floretă, laureată cu bronz la Campionatul Mondial de Scrimă din 2014 și la Jocurile Olimpice de vară din 2016.

## Carieră
S-a apucat de scrimă la vârsta de cinci ani sub conducerea mamei ei, Henda Zaouali, o fostă scrimeră de performanță care a participat la probele de floretă și de spadă la Jocurile Olimpice de vară din 1996. Apoi a fost pregătită de maestrul rus Serhei Tihonov. La vârsta de 19 ani a mers in Franța, unde s-a legitimat la Bourg-la-Reine, în regiunea pariziană. S-a pregătit și cu lotul națională al Franței din cadrul lui INSEP.
În anul 2007 a fost laureată cu aur la Jocurile Africane. Un ani mai târziu a câștigat pentru prima dată Campionatul African de Scrimă. În același an a participat la Jocurile Olimpice de la Beijing, unde a pierdut în turul întâi cu campioana olimpică Jujie Luan. La Olimpiada din 2012 de la Londra a ajuns în sferturile de finală. A fost învinsă la limită de italianca Valentina Vezzali, cea mai titrată scrimeră din istoria. A încheiat sezonul 2011-2012 pe locul 8 din clasamentul mondial. În 2014 a ajuns în semifinală la Campionatul Mondial de la Kazan. A pierdut cu italianca Martina Batini și s-a mulțumit cu bronzul, prima medalie cucerită de un scrimer african la un Campionat Mondial.
În anul 2014 s-a căsătorit cu floretistul francez Erwann Le Péchoux.

## Palmares
Clasamentul la Cupa Mondială
| An  | 2006 | 2007 | 2009 | 2010 | 2011 | 2012 | 2013 | 2014 | 2015 |
| --- | ---- | ---- | ---- | ---- | ---- | ---- | ---- | ---- | ---- |
| Loc | 37   | 33   | 19   | 16   | 11   | 8    | 13   | 5    | 6    |

## Legături externe
- en Inès Boubakri la Olympedia.org